# Врх-при-Пахі
Врх-при-Пахі (словен. Vrh pri Pahi) — поселення в общині Ново Место, регіон Південно-Східна Словенія, Словенія. Висота над рівнем моря: 381,4 м.